# Anopheles plumbeus
Anopheles plumbeus is een muggensoort uit de familie van de steekmuggen (Culicidae). De wetenschappelijke naam van de soort is voor het eerst geldig gepubliceerd in 1828 door Stephens.
De Nederlandse benaming is loodgrijze malariamug en zij is inheems. Deze qua steekgedrag vrij agressieve soort is in staat om de tropische malariaparasiet Plasmodium falciparum over te dragen. Oorspronkelijk legde deze mug zijn eitjes slechts in poeltjes in boomholtes. Tegenwoordig treft men deze ook aan in oude gierputten, oude autobanden en niet meer gebruikte riolen.
De soort valt mensen in een straal van een kilometer rond de broedplaats zeer hardnekkig lastig; bovendien resulteert een steek van Anopheles plumbeus in een aanmerkelijk grotere bult dan die van de gewone mug. Daar staat dan weer tegenover, dat dit insect vrij kieskeurig is qua broedplaats.